# T. P. McKenna
Pour les articles homonymes, voir McKenna.
Thomas Patrick McKenna, connu comme T. P. McKenna, est un acteur irlandais, né à Mullagh (comté de Cavan, Ulster, Irlande) le 7 septembre 1929, et mort à Londres (Angleterre), le 13 février 2011.

## Biographie
T. P. McKenna débute en 1954 à Dublin, au théâtre, où il est très actif au long de sa carrière. Hors la capitale irlandaise (il y fréquente en particulier l'Abbey Theatre), il joue notamment à Londres (Angleterre), se produisant entre autres dans des pièces du répertoire (voir la liste sélective ci-après).
Au cinéma, il apparaît à ce jour dans trente-six films (britanniques, ou coproductions), entre 1959 et 2004. Mentionnons Les Chiens de paille (1971) de Sam Peckinpah, avec Dustin Hoffman, et Valmont (1989) de Miloš Forman, avec Colin Firth, Annette Bening, Meg Tilly.
À la télévision, T. P. McKenna contribue à des séries et téléfilms, de 1963 à 2004 (à ce jour). Citons la première série Chapeau melon et bottes de cuir (trois épisodes), la télésuite Holocauste (1978, rôle de Paul Blobel), ou encore le téléfilm La Pourpre et le Noir (1983, rôle d'Heinrich Himmler), avec Gregory Peck et Christopher Plummer — voir la filmographie partielle qui suit —.
Il meurt le 13 février 2011 à 81 ans.

## Filmographie partielle

### Au cinéma
- 1959 : Home is the Hero de Fielder Cook
- 1959 : L'Épopée dans l'ombre (Shake Hands with the Devil) de Michael Anderson
- 1960 : Les Combattants de la nuit (A Terrible Beauty) de Tay Garnett
- 1961 : Johnny Nobody de Nigel Patrick
- 1964 : La Fille aux yeux verts (Girl with Green Eyes) de Desmond Davis
- 1965 : Le Jeune Cassidy (Young Cassidy) de Jack Cardiff et John Ford
- 1967 : Ulysse (Ulysses) de Joseph Strick
- 1968 : La Charge de la brigade légère (The Charge of the Light Brigade) de Tony Richardson
- 1969 : Anne des mille jours (Anne of the Thousand Days) de Charles Jarrott
- 1970 : L'Arnaqueuse (Perfect Friday) de Peter Hall
- 1971 : Les Chiens de paille (Straw Dogs) de Sam Peckinpah
- 1974 : Percy's Progress (en) de Ralph Thomas
- 1977 : Portrait de l'artiste en jeune homme (A Portrait of the Artist as a Young Man) de Joseph Strick
- 1982 : Britannia Hospital de Lindsay Anderson
- 1984 : Memed my Hawk de Peter Ustinov
- 1985 : Le Docteur et les Assassins (The Doctor and the Devils) de Freddie Francis
- 1988 : L'Île de Pascali (Pascali's Island) de James Dearden
- 1989 : Valmont de Miloš Forman
- 1989 : Le Scorpion rouge (Red Scorpion) de Joseph Zito
- 2003 : La Ballade de County Clare (The Boys of County Clare) de John Irvin
- 2004 : Rochester, le dernier des libertins (The Libertine) de Laurence Dunmore

### À la télévision

#### Séries
- 1964-1968 : Première série Chapeau melon et bottes de cuir (The Avengers), Saison 3, épisode 22 Le Cheval de Troie (Trojan Horse, 1964) ; Saison 4, épisode 3 Mort en magasin (Death at Bargain Prices, 1965) de Charles Crichton ; Saison 6, épisode 9 Je vous tuerai à midi (Noon Doomsday, 1968) de Peter Sykes
- 1965 : Destination Danger (Danger Man), Saison 3, épisode 11 Un vieil ami (To Our Best Friend) de Patrick McGoohan
- 1966-1968 : Le Saint (The Saint), Saison 5, épisode 7 Le Diamant (The Angel's Eye, 1966) de Leslie Norman ; Saison 6, épisode 4 L'Héritage (The Legacy, 1968) de Roy Ward Baker
- 1967 : L'Homme à la valise (Man in a Suitcase), épisode 10 Le Jour de l'exécution (Day of Execution) de Charles Crichton
- 1973 : Angoisse épisode 1 (Lady Killer)
- 1979 :La Chute des aigles épisode 10 (L'été indien d'un empereur)
- 1988 : Doctor Who : épisode « The Greatest Show in the Galaxy » : Le Capitaine Cook
- 2000 : Inspecteur Morse (Inspector Morse), épisode hors saison Le Temps des regrets (The Remorseful Day) de Jack Gold

#### Téléfilms
- 1975 : All Creatures Great and Small de Claude Whatham
- 1978 : Holocauste (Holocaust) de Marvin J. Chomsky
- 1983 : La Pourpre et le Noir (The Scarlet and the Black), téléfilm de Jerry London
- 1983 : La Promenade au phare (To the Lighthouse) de Colin Gregg
- 1986 : Les Caprices du destin (Strong Medicine) de Guy Green
- 1986 : The Christmas Tree d'Herbert Wise
- 1988 : Jack l'Éventreur (Jack the Ripper) de David Wickes
- 2000 : Longitude de Charles Sturridge

## Théâtre (sélection)

### À Dublin
- 1954 : Été et Fumées (Summer and Smoke) de Tennessee Williams
- 1955 : The Plough and the Stars de Seán O'Casey
- 1956 : The Shewing-Up of Blanco Posnet de George Bernard Shaw
- 1956 : Junon et le Paon (Juno and the Paycock) de Seán O'Casey
- 1959 : Le Long Voyage vers la nuit (Long Day's Journey into Night) d'Eugene O'Neill
- 1973 : Le Limier (Sleuth) d'Anthony Shaffer
- 1998 : Oncle Vania (Uncle Vanya) d'Anton Tchekhov, adaptation de Brian Friel

### À Londres
- 1964 : Jules César (Julius Caesar) de William Shakespeare
- 1968 : The Contractor de David Storey
- 1971 : Les Exilés (Exiles) de James Joyce
- 1975 : Out on the Lawn de Don Taylor
- 1990 : Le Démon blanc (The White Devil) de John Webster
- 1994 : Molly S. (Molly Sweeney) de Brian Friel
- 2005 : Les Aristocrates (Aristocrats) de Brian Friel

### À Nottingham
- 1968 : L'École de la médisance (The School for Scandal) de Richard Brinsley Sheridan